# 疯人院影业
疯人院影业（也译避难所、庇護所电影公司）是美国一家独立电影制作与发行公司，其主要关注于低成本、DVD首映类电影领域。疯人院影业的大部分作品都是“恶搞”巨头电影公司的大片，他们会在自己作品的标题和剧本上戏仿时下大片。这类影片也被媒体称之为“恶搞影片”。疯人院影业的电影主要交由回声桥家庭娱乐和GT传媒负责发行；不过在2015年之前，赛点数码也负责发行该公司影片。疯人院影业的作品中以“鲨卷风系列”最为知名。截止2009年到2010年财年，疯人院影业还从未在其投资的影片上亏损。

## 歷史
疯人院影业由戴维·迈克尔·拉特（David Michael Latt）和前威秀高管戴维·里马威（David Rimawi）和谢里·斯特兰（Sherri Strain）於1997年成立。該公司專注於製作DVD首映發行的低預算電影，大多是恐怖片，但不敵大片商競爭，表現拮据。2005年，疯人院拍了一部改編自H·G·威爾斯小說《世界大戰》的低預算改編電影，同年史蒂芬·斯皮尔伯格也根據同原作改編電影，後者是部高預算大片。每當有大片上映時，市場上同類型的電影需求都會增加，百視達看準商機訂購了10萬份瘋人院版電影，比瘋人院以往任何電影都大得多的訂單，導致拉特與里马威重新考慮了他們的商業模式。
找到轉機的瘋人院決定以此模式製作電影。2007年，該公司引起媒體關注，報導他們拍了與大片商電影相仿名稱的作品。例如與《變形金剛》相似並搶先前者上映的《變形戰兵》。拉特表示：「我不是想欺騙任何人，只是想讓我的電影能被觀賞。其他人一直都在搭便車，他們只是在微妙的方面做得更好，另一間片商可能會製作一部巨型機器人電影，並將其綁定《變形金剛》，稱為《機器人大戰》（Robot Wars）。而我們將其稱為《變形戰兵》。」
2009年，里马威在一次採訪中表示，多數的瘋人院電影「約三個月後收支平衡」。
除了戲仿電影外，瘋人院也會製作原創作品，如備受觀眾喜愛的《風飛鯊》系列電影和Syfy電視劇《殭屍國度》。
2015年2月，瘋人院與串流媒體公司賽點數碼簽屬一份多年合約；雙方在三年內合作了12部電影。
2022年，電影《捍衛勇士：獨行客2》（Top Gunner: Danger Zone）在美國六間戲院上映，成為該公司首部院線發行的電影。

## 法律問題
瘋人院因商業模式成為數次遭其他片商起訴的對象，但瘋人院從未為此失利。2008年，二十世紀福斯提告瘋人院的《當地球不再轉動》抄襲了他們的《當地球停止轉動》。同樣，2012年5月，環球影業以《美國超級戰艦》（American Battleship）對瘋人院提出訴訟，聲稱侵犯了他們的《超級戰艦》。結果，瘋人院將該片更名為《美國超級艦隊》。
2013年，華納兄弟、新線影業，米高梅和《哈比人》監製索尔·扎恩兹針對瘋人院電影《哈比人紀元》（Age of the Hobbits）開始提告瘋人院，聲稱他們在彼得·傑克森即將上映的電影的全球宣傳活動中「搭便車」。瘋人院聲稱其電影合法，因他們的哈比人並非取自J·R·R·托爾金的作品。訴訟導致了臨時禁止令，阻止瘋人院在預定的日期發行該電影，成為第一部被禁止發行的瘋人院電影。《哈比人紀元》之後更名為《Clash of the Empires》，於2013年2月18日發行。